# Tatra 813
Tatra 813 – ciężki samochód ciężarowy produkcji czechosłowackiej. Produkcję seryjną rozpoczęto w 1967 roku, a zakończono w 1982 roku, w odmianach napędu: 4x4, 6x6 i 8x8, znajdowała liczne zastosowania cywilne i wojskowe. Następcą była Tatra 815.
Początkowe modele:
- Tatra T813 "KOLOS" 8x8 - ciężki holownik wojskowy
- Tatra T813 6x6 - ciężki holownik cywilny
- Tatra T813 S1 8x8 - ciężka wywrotka
- Tatra T813 8x8 - wersja podwoziowa do zabudów specjalistycznych
- Tatra T813 NT i NTH 4x4 - ciągniki i samochody do zastosowań specjalnych